# Tres
Tres település Olaszországban, Trento megyében. Lakosainak száma 700 fő (2008). Tres Coredo, Cortaccia sulla Strada del Vino, Sfruz, Smarano, Taio és Vervo községekkel határos.

## Népesség
A település népességének változása:

| 2008 | 700 |